# Études sur les Cytises des Alpes Maritimes
Études sur les Cytises des Alpes Maritimes (abreviado Étud. Cytises Alpes Mar.) es un libro con ilustraciones y descripciones botánicas que fue escrito por el botánico y pteridólogo suizo; John Isaac Briquet y publicado en Ginebra en el año 1894 con el nombre de Études sur les Cytises des Alpes Maritimes, Matériaux pour servir à l'Histoire de la Flore des Alpes Maritimes con 202 p.